# City (Rotterdam)

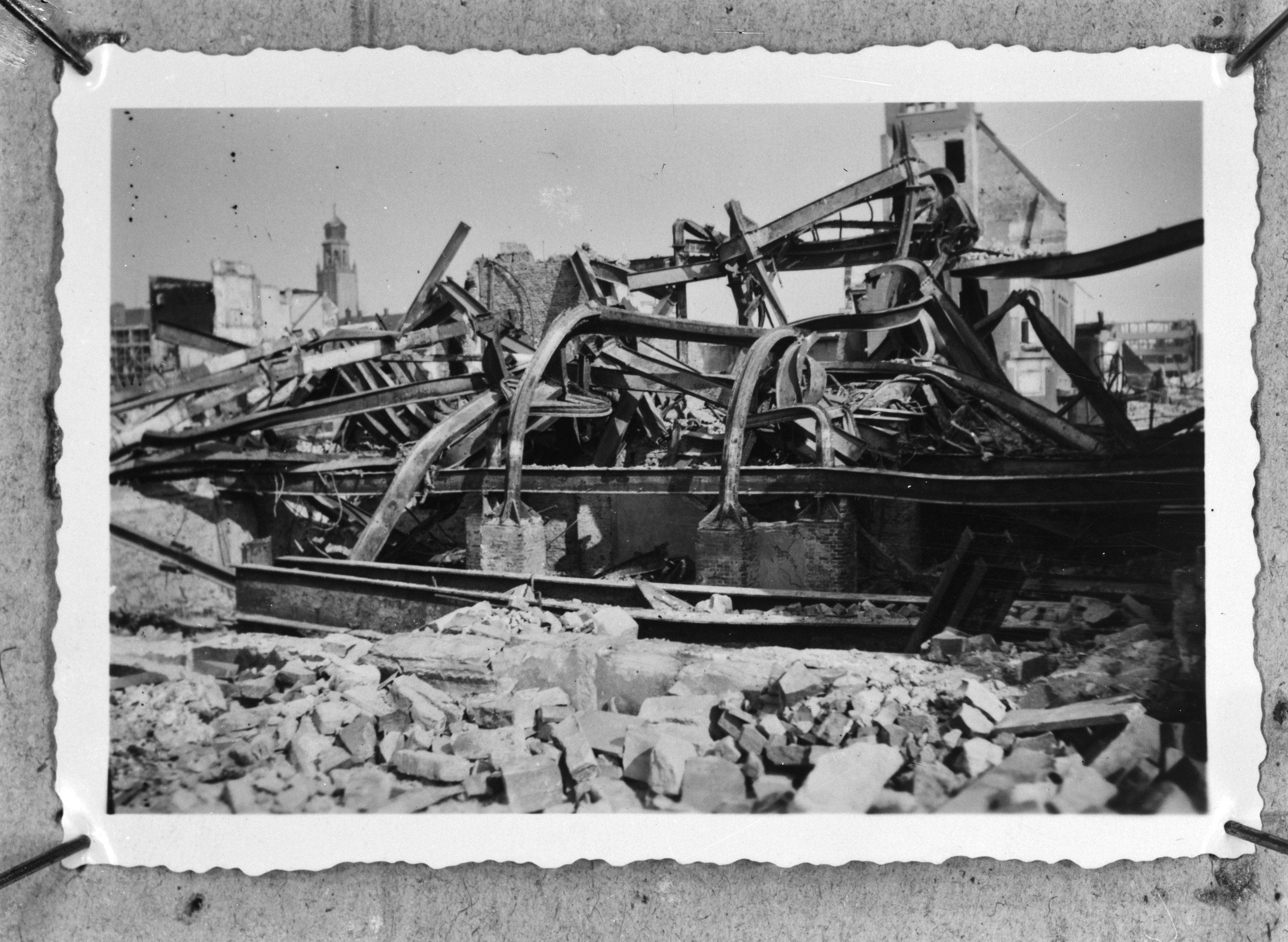
Cinema City vernietigd na bombardement op Rotterdam in 1940

De City was een bioscoop op de Hoogstraat in Rotterdam.
Het City concern, opgericht door de Rotterdamse scheepsmagnaat Bart Wilton, kocht in 1927 de Imperial Bioscope en de ernaast gelegen percelen. Jac. van Gelderen ontwierp de nieuwbouw van het moderne City Theater dat met 1000 zitplaatsen niet alleen ruimte bood voor filmvoorstellingen maar ook voor live theater. City N.V. exploiteerde ook het Capitol-theater in het westen van de stad. De directie was in handen van Leisor (Leon) en zijn broer Jacob Mühlrad.
In de brand die volgde op het bombardement op Rotterdam tijdens de Tweede Wereldoorlog werd het theater volledig verwoest. De operateur van het theater Nathan Koekoek herinnerde zich de brand decennia later nog levendig: "Toen gebeurde er iets dat me altijd bij zal blijven. Een luguber geluid drong tot ons door. [...] Het bioscooporgel huilde. Brokstukken van het plafond moeten op het toetsenbord zijn gevallen. [...] Met enkele collega's stond ik te huilen, terwijl we de vuurtongen uit het theater zagen komen."